# Augusto Victor da Costa Sequeira
Augusto Victor da Costa Sequeira foi um engenheiro e ferroviário português.

## Biografia
Exerceu como engenheiro ferroviário, tendo sido responsável pelo plano para o lanço entre Silves e a estação provisória de Portimão do chamado Ramal de Portimão, que se iniciava em Tunes, na Linha do Sul. Foi auxiliado nesta tarefa pelo chefe de secção, Eduardo de Mello Garrido, tendo ambos dirigido igualmente as obras no terreno, onde mostraram uma elevada eficiência, reduzindo consideravelmente os custos de construção.